# TA11 (水雷艇)
TA11はドイツ海軍の水雷艇。元は1936年に就役したフランス海軍の水雷艇リフィジェニ（ラ・メルポメーヌ級）で、1942年12月8日にビゼルトでドイツ軍に捕獲された。一旦はイタリアの手に渡りFR43となったが、1943年4月にドイツ軍所属となった。ドイツ軍所属となった後トゥーロンで修理を行った。
イタリアと連合国との休戦の直後の1943年9月10日、「TA11」と「TA9」、武装汽船「Carbet」はイタリアのピオンビーノで給油を求め、終了後すぐに出港するという条件で認められた。だが給油完了後もドイツ側は出港せず、加えて兵員を乗せたドイツ艦船もその後入港してきた。
夜、ドイツ軍の動きを観察しようとしてイタリア側が照明弾を発射したことをきっかけに両軍は戦闘となった。「TA11」は入港してきたイタリアのVAS4隻（「VAS208」、「VAS214」、「VAS219」、「VAS220」）横付けさせており、その内の1隻にイタリアの砲撃が命中。発生した火災が「TA11」にも延焼し、「TA11」は沈没した。